# 477 Italia
477 Italia este un asteroid din centura principală, descoperit pe 23 august 1901, de Luigi Carnera.